# Nicholas Kurti
Nicholas Kurti, CBE (deutsch Nikolaus Kürti; ungarisch Kürti Miklós) (* 14. Mai 1908 in Budapest, Österreich-Ungarn; † 24. November 1998 in Oxford) war ein ungarisch-britischer Tieftemperaturphysiker.

## Leben
Kurtis Vater, dessen Vorfahren bis zur Magyarisierung Karfunkel hießen, war Bankier, starb jedoch bereits um 1911. Die Bank gewährte seiner Mutter, deren Vorfahren wohl aus Galizien stammten und sich in Abony niedergelassen hatten, eine Pension und beteiligte sich zur Hälfte an Kurtis Ausbildungskosten.
Er besuchte das Minta-Gymnasium seiner Heimatstadt. Da im Horthy-Regime auch für Juden ein Numerus clausus galt, musste er seine weitere Ausbildung im Ausland fortsetzen. Sein Onkel Jozsef Pinter (urspr. Binder aus Abony, 1858–1928) war Elektroingenieur und Vizepräsident bei Tungsram in Budapest und half ihm bei seiner Ausbildung. Kurti wollte zunächst Chemie studieren, jedoch erklärte der Senior-Physiker Jakab Szentpeter ihm 1924, dass es schon zu viele Chemiker gebe, und zum Geldverdienen solle er angewandte Physik studieren. Mit einem Empfehlungsschreiben eines Wiener Professors ging er an die Sorbonne in Paris zu Paul Langevin, wo er seinen Master erwarb. Seinen Doktor in Tieftemperaturphysik erwarb er in Berlin bei Franz Eugen Simon. Von 1931 bis 1933 arbeitete er als Assistent an der Technischen Hochschule in Breslau.
Nach der Machtergreifung der Nationalsozialisten im Frühjahr 1933 ging Kurti in die Emigration. Er folgte Simon ans Clarendon Laboratory der University of Oxford, wo er als dessen Assistent eingestellt wurde.
Von den nationalsozialistischen Polizeiorganen wurde Kurti nach seiner Emigration als Staatsfeind eingestuft: Im Frühjahr 1940 setzte das Reichssicherheitshauptamt in Berlin ihn auf die Sonderfahndungsliste G.B., ein Verzeichnis von Personen, die im Falle einer erfolgreichen deutschen Invasion Großbritanniens durch die Sonderkommandos der SS-Einsatzgruppen mit besonderer Priorität ausfindig gemacht und verhaftet werden sollten.
Während des Zweiten Weltkriegs arbeitete Kurti am Manhattan-Projekt. Mit Simon erarbeitete er Grundlagen für die Urananreicherung mittels Gasdiffusion. 1945 kehrte er nach Oxford zurück und heiratete im folgenden Jahr Giana, mit der er zwei Kinder hatte. Nachdem ihm und Simon 1956 in einem Laborexperiment die Abkühlung eines Stoffes auf eine Temperatur von einem Mikrokelvin gelungen war, wurde er Fellow of the Royal Society, deren Vizepräsident er 1965–1967 war. 1968 wurde er zudem in die American Academy of Arts and Sciences aufgenommen. Seit 1975 war er auswärtiges Mitglied der Akademie der Wissenschaften der DDR.
Von 1967 bis zu seiner Pensionierung im Jahr 1975 war er Professor der Physik in Oxford. Er hatte Gastprofessuren am City College of New York, an der University of California, Berkeley und am Amherst College in Massachusetts inne.
Kurti war Hobbykoch. Als um 1969 Mikrowellenöfen aufkamen, stellte er der Royal Society einen umgekehrten Baked Alaska (außen kalt und innen heiß) vor. Er begründete damit die, wie er es nannte, gastrophysics (die Molekularküche).

## Veröffentlichungen
- Giana Kurti: But the Crackling Is Superb. An Anthology on Food and Drink by Fellows and Foreign Members of the Royal Society; ISBN 0-85274-301-7